# Evaristo Martelo Paumán
Evaristo Martelo Paumán del Nero (La Coruña, 25 de abril de 1853 - ibídem, 31 de marzo de 1928) fue un escritor y abogado español.

## Trayectoria
Hijo de Ramón Martelo Núñez de Leis y Dolores Paumán Zuazo de Andrade, era descendiente del poeta y almirante Pay Gómez Chariño. Hizo estudios para marino, pero finalmente se dedicó al derecho. La vida de Evaristo Martelo transcurrió entre la Casa del Arco en Lage, el pazo de los Andeiro en Rianjo, el Castillo de Vimianzo (que él compró) y el Pazo de Ombre. Miembro de la nobleza, fue Marqués de Almeiras y Vizconde de Andeiro.
Era uno de los contertulios de la Cova Céltica coruñesa, en la que participaba con Eduardo Pondal, con quien trabó una gran amistad, influyendo en su obra. Hizo gala de patriotismo gallego, sobre todo en la defensa del idioma, a lo que calificaba como "habla de reyes". Colaboró en Revista Gallega. Fue miembro de la Real Academia Gallega (1921-1928).
Se casó con Josefa de la Maza Agar, hija de Ramón María de la Maza Quiroga.

## Obra en gallego
- Os afiliados do demo, 1885, La Coruña.Os afiliados do demo (1885).

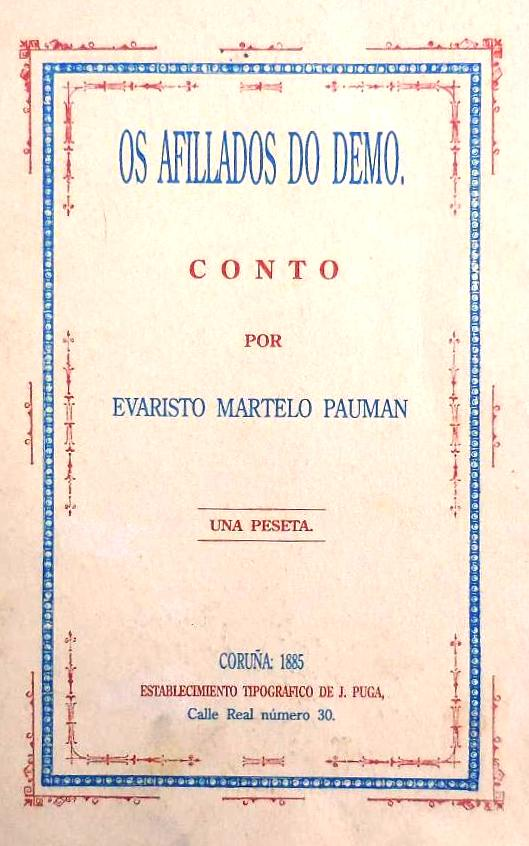
Os afiliados do demo (1885).

- A noite de San Silvestre, 1890, La Coruña.
- Líricas gallegas, 1894, La Coruña.

Estas obras, junto con otra inédita, As toupas do Pindo, forman un conjunto caracterizado por el tono satírico y la defensa del idioma.
- Landras e bayas, 1919, Él Noroeste, La Coruña.
- Andeiro. Poema histórico-brigantino da Unión Ibérica (siglo XIV), 1922, La Coruña.

## Obra en castellano

### Ensayos jurídicos
- El laudemio, su legislación y jurisprudencia hasta el año 1898, 1899, La Coruña.
- Manual de los Consejos de Agricultura, Industria y Comercio.